# Natalia Obrenovici
Natalia Obrenovici, născută Cheșco sau Cheșcu, (în sârbă Наталија Обреновић, n. 15 mai 1859, Florența – d. 8 mai 1941, Saint-Denis, Franța) a fost soția principelui și apoi regelui sârb Milan I al Serbiei, care a condus Principatul Serbia din 1875 până în 1882, respectiv  Regatul Serbiei din 6 martie 1882 până în 24 octombrie 1888.

## Familia

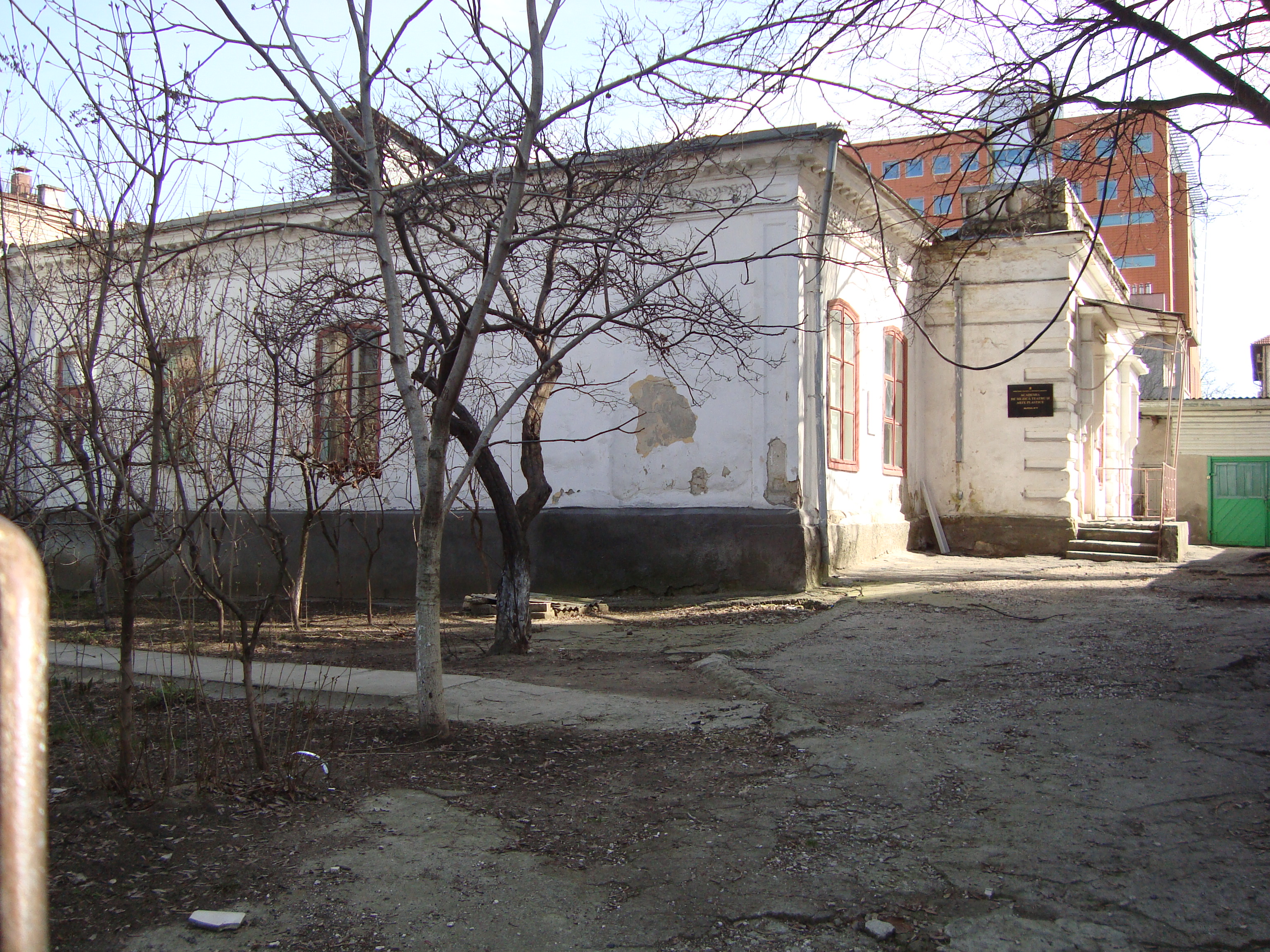
Casa din Chişinău în care locuia Natalia Cheşcu (str. S. Lazo nr. 24)

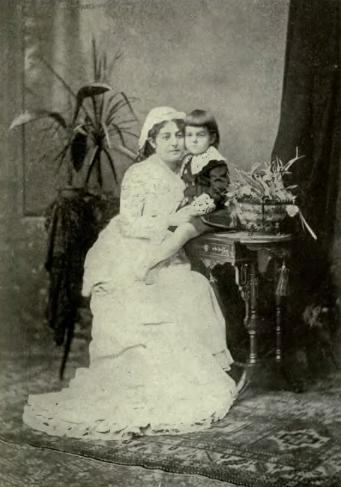
Natalia cu fiul ei Alexandru

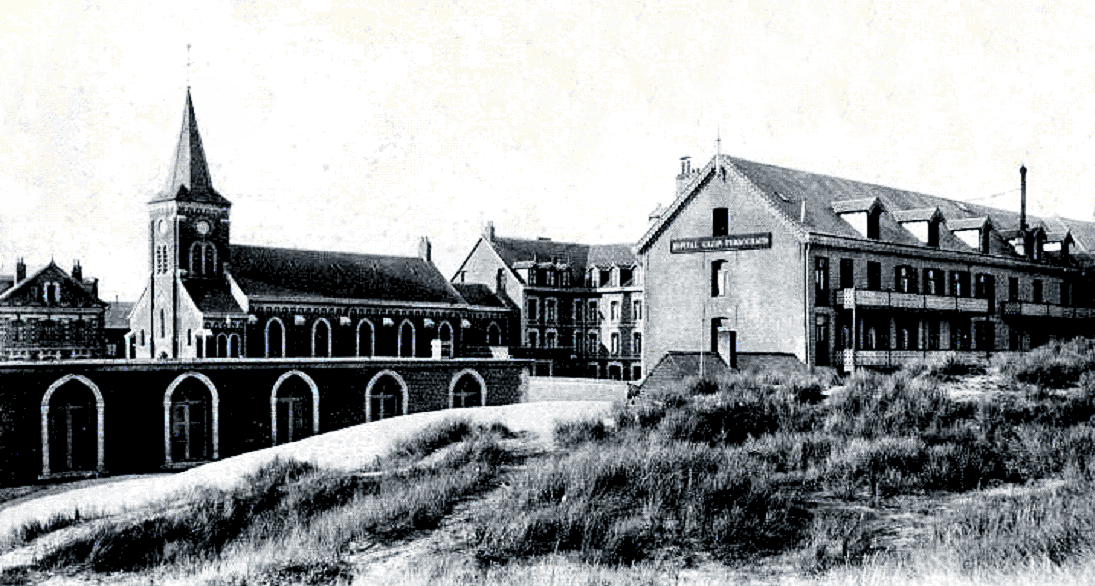
Sanatoriul Cazin-Perrochaud în Berck-Plage pe la 1900

Natalia s-a născut în familia lui Petre Cheșco, descendent al unei ramuri a familiei Wassilko, colonel basarabean în armata rusă, și a Pulheriei Sturdza, din familia boierilor Sturzești din Moldova. Bunicul Nataliei pe linie paternă, Ioan Cheșco, a fost membru al Sfatului Suprem al Basarabiei, precum și conducător al nobilimii din ținuturile Chișinău și Orhei (1850-1853), apoi al ținuturilor Soroca și Iași. De cealaltă parte, mama Nataliei era nepoata voievodului Moldovei Ioniță Sandu Sturdza.
„Keșco, veche familie - al carei nume inițial era Cazacul - din Țara de Sus a Moldovei, cu puternice legături de rudenie în boierimea bucovineană. Stolnicul Ioan Keșco de la Zăvoriștea, mort la 12 august 1917 în Basarabia, a fost străbunicul Nataliei P. Keșcu, soția (1875) prințului Milan Obrenovici, mai apoi (1882) rege al Serbiei”—Gheorghe Bezviconi, Natalia Keșcu, regina Serbiei, în Din trecutul nostru, 17-20/III, 1935, pag. 59-74
Cum Pulheria Sturdza suferea de tuberculoză, viitorii părinți ai Nataliei petreceau mult timp în străinătate, în special la Florența, unde clima blândă era prielnică pentru tratament. În acest oraș se nasc și copiii familiei: Natalia (viitoarea regină), Ion, Marieta și Ecaterina.
Rămasă orfană de mică, Natalia este crescută de unchiul său, Constantin D. Moruzi, care era proprietarul moșiei Dănuțeni, din preajma Ungheniului, Basarabia. Stabilită în acest conac, Natalia făcea dese călătorii la Iași, Chișinău, Odesa și Viena.
Casa din Chișinău în care locuia Natalia s-a păstrat până azi, fiind situată la intersecția străzilor 31 august și Serghei Lazo (str. S. Lazo nr. 24).

## Principesă, apoi Regina Serbiei
La Viena l-a cunoscut pe viitorul soț, principele Milan Obrenovic IV al Serbiei. Logodna lor a avut loc tot la Viena. Iar într-o duminică, pe 17 octombrie 1875, în Catedrala de la Belgrad s-a oficiat cununia.
Împreună cu Milan Obrenovic IV, Natalia a avut doi fii, viitorul rege Alexandru I al Serbiei, născut în 1876, și Sergei, care a murit la câteva zile după naștere în 1878.
La proclamarea de către principele Milan a Regatului Serbiei în 1882, principesa Natalia a devenit regina Serbiei.
În 1888, după conflicte prelungite, regina Natalia și regele Milan divorțează. Totuși, după 5 ani, în 1893, aceștia se împacă și cer bisericii să le anuleze divorțul, lucru care se și întâmplă.
În 1889, ca urmare a abdicării de la tron a regelui Milan, fiul lui Milan și al Nataliei, Alexandru, devine rege al Serbiei, sub numele de Alexandru I.

## Ultimii ani de viață
Regele Alexandru și soția sa Draga Mašin au fost asasinați de organizația panslavistă Mâna Neagră în 1903, sub reproșul unei atitudini provestice. Regina Natalia a rămas singurul membru în viață al dinastiei Obrenovici. Regina și-a împărțit averea la Universitatea din Belgrad, la bisericile și mănăstirile din Serbia, după care s-a convertit la catolicism. A făcut profesiunea de credință catolică la 12 aprilie 1902 în biserica sanatoriului Cazin-Perrochaud de la Berck-Plage, în departementul Pas-de-Calais. S-a călugărit în anul 1903, și a lucrat ca infirmieră pentru mai mulți ani.
Și-a petrecut restul vieții în Franța. A murit în 1941 la St. Denis (Franța). Memoriile sale se păstrează în Muzeele Vaticane. Regina Natalia a fost înmormântată în cimitirul din Lardy, o localitate la 37 km sud-vest de Paris.